# نریمان‌کند (قبوستان)
نریمان‌کند (به لاتین: Nərimankənd) یک منطقهٔ مسکونی در جمهوری آذربایجان است که در شهرستان قبوستان واقع شده‌است. نریمان‌کند ۳٬۳۵۸ نفر جمعیت دارد.